# SN 2009bp
SN 2009bp – supernowa typu Ia-pec odkryta 17 marca 2009 roku w galaktyce A140750+3638. W momencie odkrycia miała maksymalną jasność 17,60m.